# Parapsectra chionophila
Parapsectra chionophila är en tvåvingeart som först beskrevs av Edwards 1933.  Parapsectra chionophila ingår i släktet Parapsectra och familjen fjädermyggor. Arten har ej påträffats i Sverige. Inga underarter finns listade i Catalogue of Life.